# 越南鮡
越南鮡，為輻鰭魚綱鯰形目鮡科鮡属的其中一種，為熱帶淡水魚類，分布於亞洲中國與越南淡水流域，棲息在底層水域，生活習性不明。